# La Roë
Roë – miejscowość i gmina we Francji, w regionie Kraj Loary, w departamencie Mayenne.
Według danych na rok 2010 gminę zamieszkiwało 250 osób, a gęstość zaludnienia wynosiła 28 osób/km².